# Powiat de Janów Lubelski
Pour les articles homonymes, voir Janów Lubelski.
Le powiat de Janów Lubelski (polonais : powiat janowski) est un powiat (district) de la voïvodie de Lublin, dans le sud-est de la Pologne.
Il est né le 1er janvier 1999, à la suite des réformes polonaises de gouvernement local passées en 1998. 
Le siège administratif du powiat est la ville de Janów Lubelski, seule ville du powiat, située à environ 60 kilomètres au sud de Lublin (capitale de la voïvodie). 
Le district couvre une superficie de 875,34 kilomètres carrés. En 2006, sa population totale est de 47 875 habitants, avec une population pour la ville de Janów Lubelski de 11 938 habitants et une population rurale de 35 937 habitants.

## Division administrative
Le district est subdivisé en 7 gminy (communes) (2 urbaines-rurales et 5 rurales) :
- 2 communes urbaines-rurales : Janów Lubelski, Modliborzyce ;
- 5 communes rurales : Batorz, Chrzanów, Dzwola, Godziszów et Potok Wielki.

Celles-ci sont inscrites dans le tableau suivant, dans l'ordre décroissant de la population.
| Gmina                | Type         | Supérficie (km²) | Population (2008) | Chef-lieu      |
| Gmina Janów Lubelski | urbain-rural | 178,2            | 16 106            | Janów Lubelski |
| Gmina Modliborzyce   | urbain-rural | 153,2            | 7 239             | Modliborzyce   |
| Gmina Dzwola         | rural        | 203,1            | 6 664             | Dzwola         |
| Gmina Godziszów      | rural        | 101,7            | 6 277             | Godziszów      |
| Gmina Potok Wielki   | rural        | 98,3             | 4 954             | Potok Wielki   |
| Gmina Batorz         | rural        | 70,8             | 3 518             | Batorz         |
| Gmina Chrzanów       | rural        | 70,0             | 3 117             | Chrzanów       |

## Démographie
Données du 30 juin 2014 :
| Description | Total  | Total | Femmes | Femmes | Hommes | Hommes |
| ----------- | ------ | ----- | ------ | ------ | ------ | ------ |
| Unité       | Nombre | %     | Nombre | %      | Nombre | %      |
| Population  | 47 172 | 100   | 23 811 | 50,48  | 23 361 | 49,52  |
| Urbain      | 13 506 | 28,63 | 6 926  | 14,68  | 6 580  | 13,95  |
| Rural       | 33 666 | 71,37 | 16 885 | 35,79  | 16 781 | 35,57  |

## Histoire
De 1975 à 1998, les différentes gminy du powiat actuel appartenaient administrativement à la Voïvodie de Tarnobrzeg.